# Шурубура, Валентина Васильевна
Валентина Васильевна Шурубура (укр. Валентина Василівна Шурубура; род. 1940) — электросварщица Нежинского завода сельскохозяйственного машиностроения имени 60-летия Великой Октябрьской социалистической революции производственного объединения «Нежинптицемаш», Черниговская область, Украинская ССР. Герой Социалистического Труда (1981). Депутат Верховного Совета УССР 8 — 10 созывов.

## Биография
Получила среднее образование.
С 1959 года — машинист башенного крана Каракубского строительно-монтажного управления Сталинской области (сегодня — Донецкая область).
С 1960 года — электросварщица строительно-монтажного управления треста «Укрэнергочермет».
С 1963 года — электросварщица, мастер прессового цеха Нежинского завода сельскохозяйственного машиностроения имени 60-летия Великой Октябрьской социалистической революции производственного объединения «Нежинсельмаш» («Нежинптицемаш») Черниговской области.
В 1981 году удостоена звания Героя Социалистического Труда «за выдающиеся производственные достижения, досрочное выполнение заданий десятой пятилетки и социалистических обязательств». Избиралась депутатом Верховного Совета УССР 8 — 10 созывов от Нежинского избирательного округа.
После выхода на пенсию проживала в городе Нежин Черниговской области.

## Награды
- Герой Социалистического Труда — указом Президиума Верховного Совета СССР от 10 марта 1981 года
- Орден Ленина — дважды
- Орден «Знак Почёта»